# Madres paralelas
Madres Paralelas és una pel·lícula espanyola dramàtica escrita i dirigida per Pedro Almodóvar.
Protagonitzada per Penélope Cruz, Milena Smit i Aitana Sánchez-Gijón.

## Argument
La productora El Deseo ha compartit la sinopsi de la pel·lícula: «És la història de dues dones, Janis i Ana, que coincideixen a l'habitació d'un hospital on donaran a llum. Les dues són solteres i van quedar embarassades accidentalment. Janis, no es penedeix i en les hores prèvies al part està pletòrica. L'altra, Ana, és molt jove i està espantada, penedida i traumatitzada. Janis intenta animar-la mentre passegen com a somnàmbules pel passadís de l'hospital. Les poques paraules que creuen en aquestes hores crearan un vincle molt estret entre les dues, que l'atzar s'encarregarà de desenvolupar i complicar d'una manera tan rotunda que canviarà les vides d'ambdues».

## Repartiment
- Penélope Cruz com Janis Martínez Moreno
- Aitana Sánchez-Gijón com Teresa Ferreras
- Milena Smit com Ana Manso Ferreras
- Israel Elejalde com Arturo
- Julieta Serrano com Brígida
- Rossy de Palma com Elena
- Pedro Casablanc com Pare d'Ana (veu)
- Daniela Santiago com Model
- Ana Peleteiro com Model
- José Javier Domínguez com Cambrer
- Ainhoa Santamaría com Curadora
- Adelfa Calvo com neboda de Brígida
- Carmen Flores com Dolores
- Julio Manrique com Jesús

## Premis i nominacions
Mostra Internacional de Cinema de Venècia
| Categoria                     | Nominada      | Resultat   |
| ----------------------------- | ------------- | ---------- |
| Copa Volpi a la millor actriu | Penélope Cruz | Guanyadora |

Premis de l'Associació de Crítics de Los Angeles
| Categoria           | Nominada         | Resultat   |
| ------------------- | ---------------- | ---------- |
| Millor actriu       | Penélope Cruz    | Guanyadora |
| Millor banda sonora | Alberto Iglesias | Guanyador  |

Premis Satellite
| Categoria                       | Nominada         | Resultat |
| ------------------------------- | ---------------- | -------- |
| Millor actriu en una pel·lícula | Penélope Cruz    | Pendent  |
| Millor guió original            | Pedro Almodóvar  | Pendent  |
| Millor banda sonora original    | Alberto Iglesias | Pendent  |

36a edició dels Premis Goya
| Categoria                    | Nominats                                | Resultat |
| ---------------------------- | --------------------------------------- | -------- |
| Millor pel·lícula            | Millor pel·lícula                       | Nominada |
| Millor direcció              | Pedro Almodóvar                         | Nominat  |
| Millor actriu                | Penélope Cruz                           | Nominada |
| Millor actriu de repartiment | Milena Smit                             | Nominada |
| Millor actriu de repartiment | Aitana Sánchez-Gijón                    | Nominada |
| Millor fotografia            | José Luis Alcaine                       | Nominat  |
| Millor direcció artística    | Antxón Gómez                            | Nominat  |
| Millor so                    | Sergio Bürmann Laia Casanovas Marc Orts | Nominats |

9a edició dels Premis Feroz
| Categoria                    | Nominats                  | Resultat   |
| ---------------------------- | ------------------------- | ---------- |
| Millor pel·lícula - Drama    | Millor pel·lícula - Drama | Nominada   |
| Millor direcció              | Pedro Almodóvar           | Nominat    |
| Millor actriu                | Penélope Cruz             | Nominada   |
| Millor actriu de repartiment | Milena Smit               | Nominada   |
| Millor actriu de repartiment | Aitana Sánchez-Gijón      | Guanyadora |
| Millor música original       | Alberto Iglesias          | Guanyador  |
| Millor tràiler               | Alberto Leal              | Nominat    |
| Millor cartell               | Javier Jaén               | Guanyador  |

XXVII Premis Cinematogràfics José María Forqué
| Categoria                                   | Nominats                                    | Resultat |
| ------------------------------------------- | ------------------------------------------- | -------- |
| Millor llargmetratge de ficció i/o animació | Millor llargmetratge de ficció i/o animació | Nominada |
| Millor interpretació femenina               | Penélope Cruz                               | Nominada |
| Premi Forqué en Cinema i Educació en Valors | Premi Forqué en Cinema i Educació en Valors | Nominada |

79a edició dels Premis Globus d'Or
| Categoria                               | Nominats                                | Resultat |
| --------------------------------------- | --------------------------------------- | -------- |
| Millor pel·lícula en llengua no anglesa | Millor pel·lícula en llengua no anglesa | Nominada |
| Millor banda sonora                     | Alberto Iglesias                        | Nominat  |

Premis Hoy Magazine 2021
| Categoria                                 | Nominada                   | Resultat   |
| ----------------------------------------- | -------------------------- | ---------- |
| Millor interpretació femenina audiovisual | Penélope Cruz              | Guanyadora |
| Millor pel·lícula de l'any                | Millor pel·lícula de l'any | Guanyadora |

## Producció
Al febrer de 2021 es va anunciar que Pedro Almodóvar estava preparant la seva nova pel·lícula titulada Madres paralelas, amb un repartiment encapçalat per Penélope Cruz, Aitana Sánchez-Gijón, Milena Smit, Israel Elejalde, Rossy de Palma i Julieta Serrano. L'abril s'anuncia el fitxatge de Daniela Santiago per la pel·lícula. A l'agost es va anunciar el cameo de l'esportista olímpica Ana Peleteiro en la pel·lícula.
El rodatge va començar el 21 de març de 2021 en Madrid (Espanya) i va concloure el 26 de maig de 2021.
El juny de 2021 es va confirmar la data d'estrena de la pel·lícula en cinemes, el 10 de setembre del mateix any.
La fotografia en primer pla comentada per Penélope Cruz en la qual fa referència a la seva mare i a ella mateixa com a bebè a Eivissa va ser presa pel reconegut fotògraf català Oriol Maspons a Dalt Vila, Eivissa, l'estiu de 1976. L'arxiu d'Oriol Maspons està representat per la prestigiosa galeria de Blanca Berlín a Madrid i per Photographic Social Vision Foundation a Barcelona.

## Distinció
- Festival Internacional de Cinema de Venècia 2021: Secció oficial a concurs (film inaugural)
- Festival de Cinema de Nova York 2021: Secció oficial a concurs (film clausural)
- Premio César 2022: Nominada al Cèsar a la millor pel·lícula estrangera.[8]

## Llançament
El 4 de febrer de 2021, Pathé va adquirir els drets de distribució de la pel·lícula al Regne Unit. El 23 d'abril de 2021, Sony Pictures Classics va adquirir els drets de distribució de la pel·lícula als EUA, Austràlia i Nova Zelanda. La pel·lícula tindrà la seva estrena mundial a la 78a Mostra Internacional de Cinema de Venècia l'1 de setembre de 2021. Està programat per al seu llançament als Estats Units el 24 de desembre de 2021.
El seu pòster d'estrena en cinemes, amb un mugró lactant, va ser eliminat d'Instagram a causa de les seves regles respecte a la nuesa. La decisió va ser criticada pel moviment "allibera el mugró", la qual cosa va portar a una disculpa d'Instagram.
A Espanya tenen previst el seu llançament coincidint amb Festival Internacional de Cinema de Sant Sebastià 2021, és a dir divendres 10 de setembre exactament 6 dies abans que comenci oficialment Festival Internacional de Cinema de Sant Sebastià 2021.
Més tard es va comunicar un canvi de data, traslladant la data de l'estrena definitiva en sales espanyols al 8 d'octubre. Tal com va comunicar la productora de El Deseo, i el seu germà Agustín Almodóvar.